# Joel McCrea

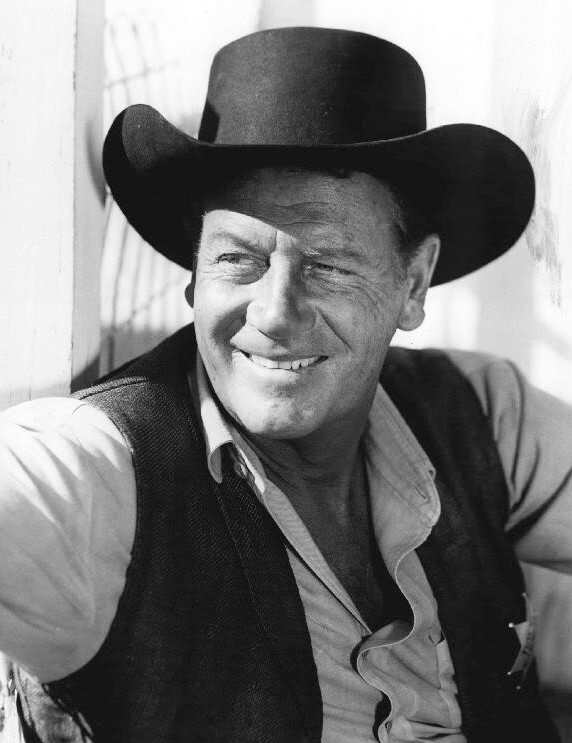
Joel McCrea 1959.

Joel Albert McCrea, född 5 november 1905 i South Pasadena i Kalifornien, död 20 oktober 1990 i Woodland Hills i Los Angeles, var en amerikansk skådespelare.

## Biografi
Joel McCrea hade till att börja med statistroller i stumfilmer. Lång och stilig, med en lugn, trygg framtoning erhöll han under 1930- och 1940-talen mycket skiftande roller, från komedifilmer till drama. Hans stora genombrott kom 1940 i Hitchcocks Utrikeskorrespondenten. Han hade sedan huvudroller i två av Preston Sturges mest uppskattade komedifilmer, Med tio cents på fickan och Dårarnas paradis. Från 1946 medverkade han huvudsakligen i vilda västern-filmer. Han har tilldelats två stjärnor på Hollywood Walk of Fame, en för film vid adress 6901 Hollywood Blvd. och en för radio vid adress 6241 Hollywood Blvd.
Från 1933 var han gift med skådespelerskan Frances Dee.
Han investerade sina inkomster på ett framgångsrikt sätt i boskapsbesättningar och egendomar och var en av USA:s förmögnaste skådespelare.

## Filmografi
- 1929 – En kvinnas moral
- 1929 – Dynamit
- 1930 – The Silver Horde
- 1931 – Storstadens lockfåglar
- 1931 – Kept Husbands
- 1932 – Mänskligt villebråd
- 1932 – Luana från Paradisön
- 1932 – Rockabye
- 1932 – Business and Pleasure
- 1933 – Bed of Roses
- 1933 – Chance at Heaven
- 1934 – Den rikaste flickan i världen
- 1934 – Hög hasard
- 1935 – Barbarkusten
- 1935 – Enskilt område
- 1936 – De tre
- 1936 – Männen från storskogen
- 1936 – Äventyr i Manhattan
- 1936 – Vildkatten från Mississippi
- 1936 – Two in a Crowd
- 1937 – I skyskrapornas skugga
- 1937 – Unga läkare
- 1937 – Woman Chases Man
- 1938 – Miljonär sökes
- 1939 – Espionage Agent
- 1939 – Union Pacific
- 1940 – Utrikeskorrespondenten
- 1940 – Den smala vägen
- 1941 – Med tio cents på fickan
- 1941 – Längtan till solen
- 1942 – Dårarnas paradis
- 1943 – Ungkarlsfällan
- 1944 – Seger över smärtan
- 1944 – Buffalo Bill
- 1945 – Skuggan
- 1946 – Hjälten från Virginia
- 1947 – Hämndens herre
- 1949 – Norr om Rio Grande
- 1950 – Västerns äventyrare
- 1950 – Pionjärer
- 1950 – Farligt spel i västern
- 1951 – Hollywood Story
- 1954 – Bortom lagens gränser
- 1955 – Vilda nätter i Wichita
- 1955 – Främlingen
- 1957 – Gunsight Ridge
- 1959 – Kalabalik i Dodge City
- 1962 – De red efter guld
- 1970 – Cry Blood, Apache
- 1976 – Vildhästen